# Adel Xa Afxar
Adil-Xah Afxar (mort 1749) fou el títol reial d'Ali Quli-Khan (1747-1748), nebot i successor de Nàdir-Xah.
El seu pare era Ibrahim Khan, germà gran de Nadir. Ali Kuli Khan fou nomenat governador de Mashad el 1737 i aquell mateix any es va casar amb Kethewan, filla del rei Teimuraz II de Kartli. Tres anys després es va casar també amb una filla d'Abu l-Fayz, kan de Bukharà. El 1743 va fer una expedició de càstig contra els yazidis de Kurdistan i contra els uzbeks i karakalpaks de Coràsmia (Khivà) el 1745. El 1747 fou enviat a Sistan per sufocar una revolta però es va unir als rebels i l'abril de 1747 va ocupar Herat; els kurds de Kabushan (Kuchan) també es van aixecar al seu favor i quan Nader anava a reprimir la revolta fou assassinat per un grup dels seus oficials que van oferir la corona a Ali Kuli Khan, el qual va acceptar, es va dirigir a Mashad i va agafar el nom d'Adel Shah (Rei Just); llavors va enviar una força a la fortalesa de Kalat on va fer matar tota la descendència de Nadir Shah excepte el net Shahrok de 14 anys.
Quan Nàdir-Xah Afxar va morir el 1747, el govern afxàrida al Khorasan es va ensorrar, i Àhmad Xah Durrani va prendre el poder creant l'Imperi Durrani pashtun que s'estendrà des de la meitat oriental de l'Iran fins al nord de l'Índia deixant un buit a l'altra meitat occidental de l'Iran actual on va esclatar la guerra entre Karim Khan Zand des d'Esfahan i Muhammad Hasan Khan des d'Astarabad per la sobirania sobre la part occidental de l'antic imperi de Nàdir-Xah.
El 6 de juliol de 1747 es va coronar i va proclamar una amnistia fiscal de tres anys, distribuint també regals. Encara que era urgent anar a Esfahan per assegurar el poder a la part occidental, hi va enviar el seu germà Ibrahim Mirza, i ell va restar a Mashad amb el seu favorit el georgià Sohrāb Khan, que era força impopular. A la tardor va reprimir als kurds de Kabushan que no volien proporcionar gra per fer front a les necessitats del seu exèrcit i la seva capital; al retorn de l'expedició contra els kurds va executar a alguns dels seus oficials acusats de conspiració. A final d'any es va dirigir a l'oest, però es va aturar cinc mesos al Mazanderan intentar dominar als qadjars revoltats sota Muhammad Hasan Khan; va fer presoner al fill del cap rebel, el futur Agha Muhammad Khan i el va fer castrar; finalment va seguir camí cap a Esfahan, enviant per davant a Sorhab Khan.
Ibrahim Mirza havia consolidat el seu poder i quan va arribar Sohran Khan el va fer matar. Decidit a usurpar el tron del seu germà, va marxar cap al nord per unir-se a les forces del sardar (governador) de l'Azerbaidjan Amir Arslan Khan. Adel Shah, que era al Gilan, va sortir d'aquesta província i va posar les seves forces, que eren superiors en nombre, entre els dos exèrcits rebels en un lloc entre Zandjan i Sultaniya. El juny de 1748 Ibrahim va avançar i els oficials d'Adel Shah el van abandonar. El xa va fugir a Teheran, però el governador local el va fer presoner i el va entregar al seu germà que el va fer cegar. Ibrahim es va proclamar xa a Tabriz al cap de sis mesos però mentre a Mashad era proclamat Shahrukh per una junta militar.
Ibrahim Miraza (ara Ibrahim-Xah Afxar) va seguir la sort del seu germà, ja que fou derrotat a l'estiu del 1749 prop de Semnan i fou cegat i enviat carregat de cadenes a Mashad acompanyat del seu germà Ali Kuli Khan. Ibrahim va morir just arribar i Adel Shah fou sotmès a tortura fins a la mort.